# Leptinella
 Leptinella   Cass., 1822 è un genere di piante angiosperme dicotiledoni della famiglia delle Asteraceae, sottofamiglia Asteroideae, tribù Anthemideae (Southern hemisphere grade) e sottotribù Cotulinae.

## Etimologia
Il nome del genere deriva dal diminutivo della parola greca "leptoj" (= piccolo, snello).
Il nome scientifico del genere è stato definito dal botanico Alexandre Henri Gabriel de Cassini (1781-1832) nella pubblicazione " Bulletin des Sciences, par la Société Philomatique" ( Bull. Sci. Soc. Philom. Paris 1822: 127) del 1822.

## Descrizione

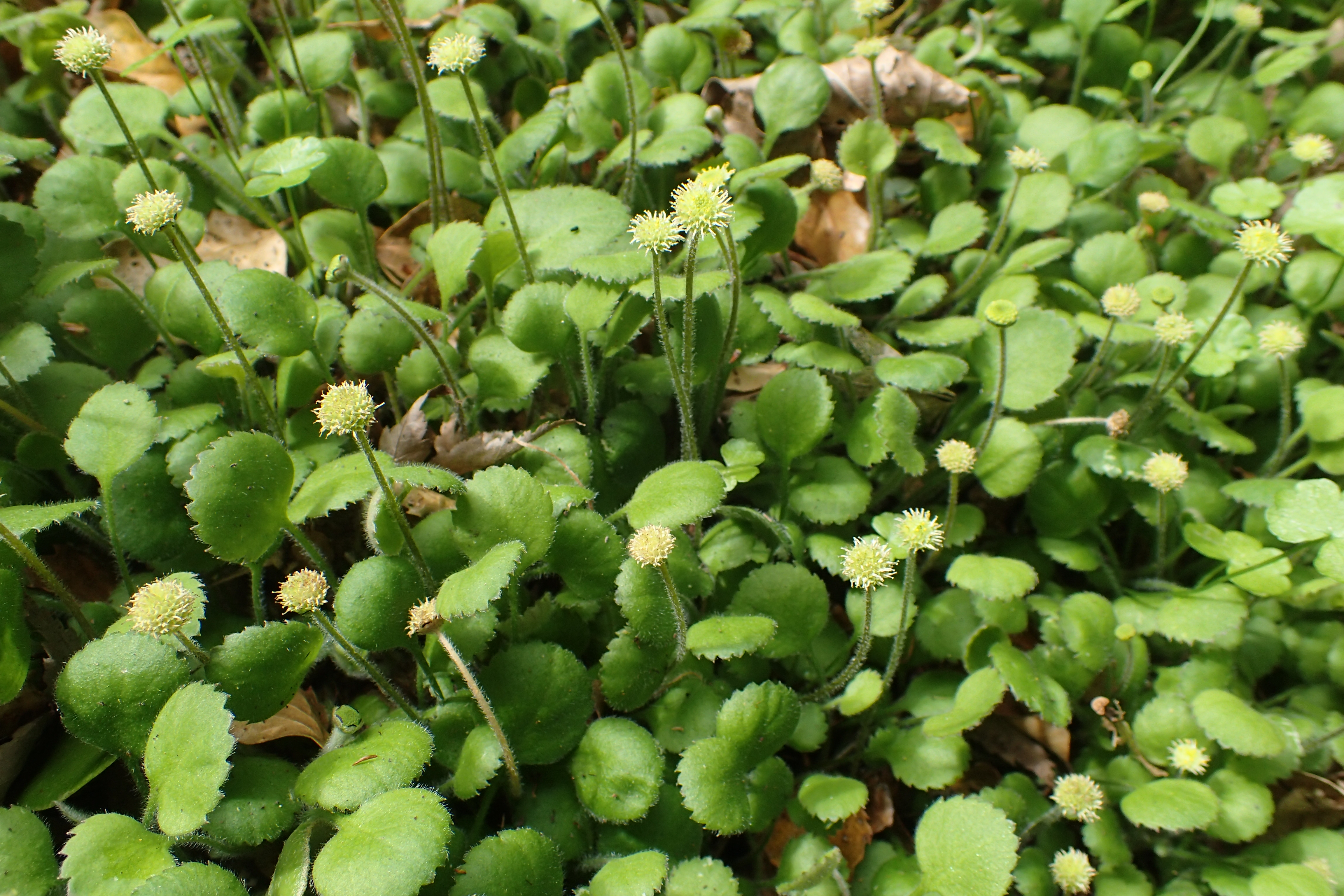
Il portamento
Leptinella rotundata

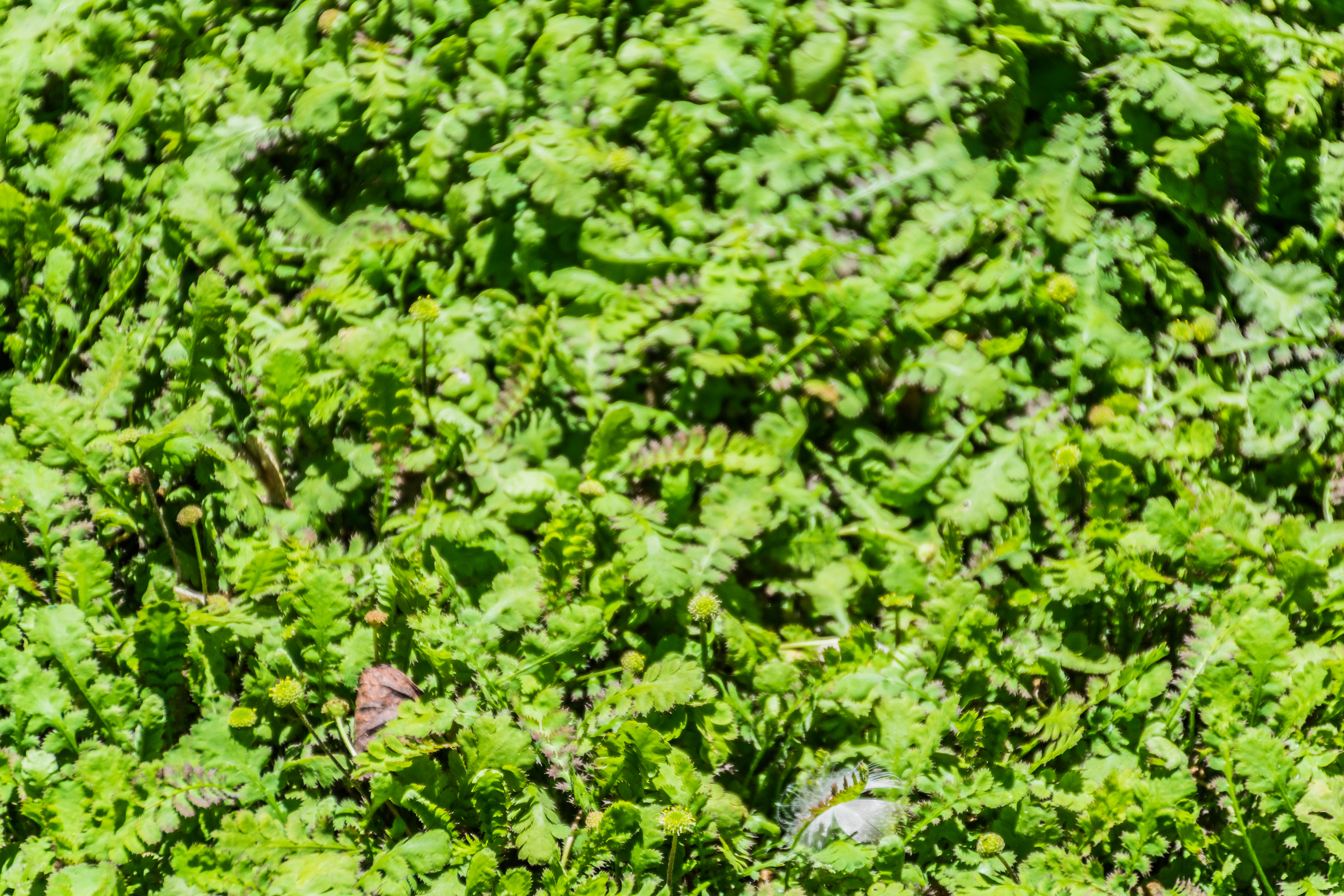
Le foglie
Leptinella dioica

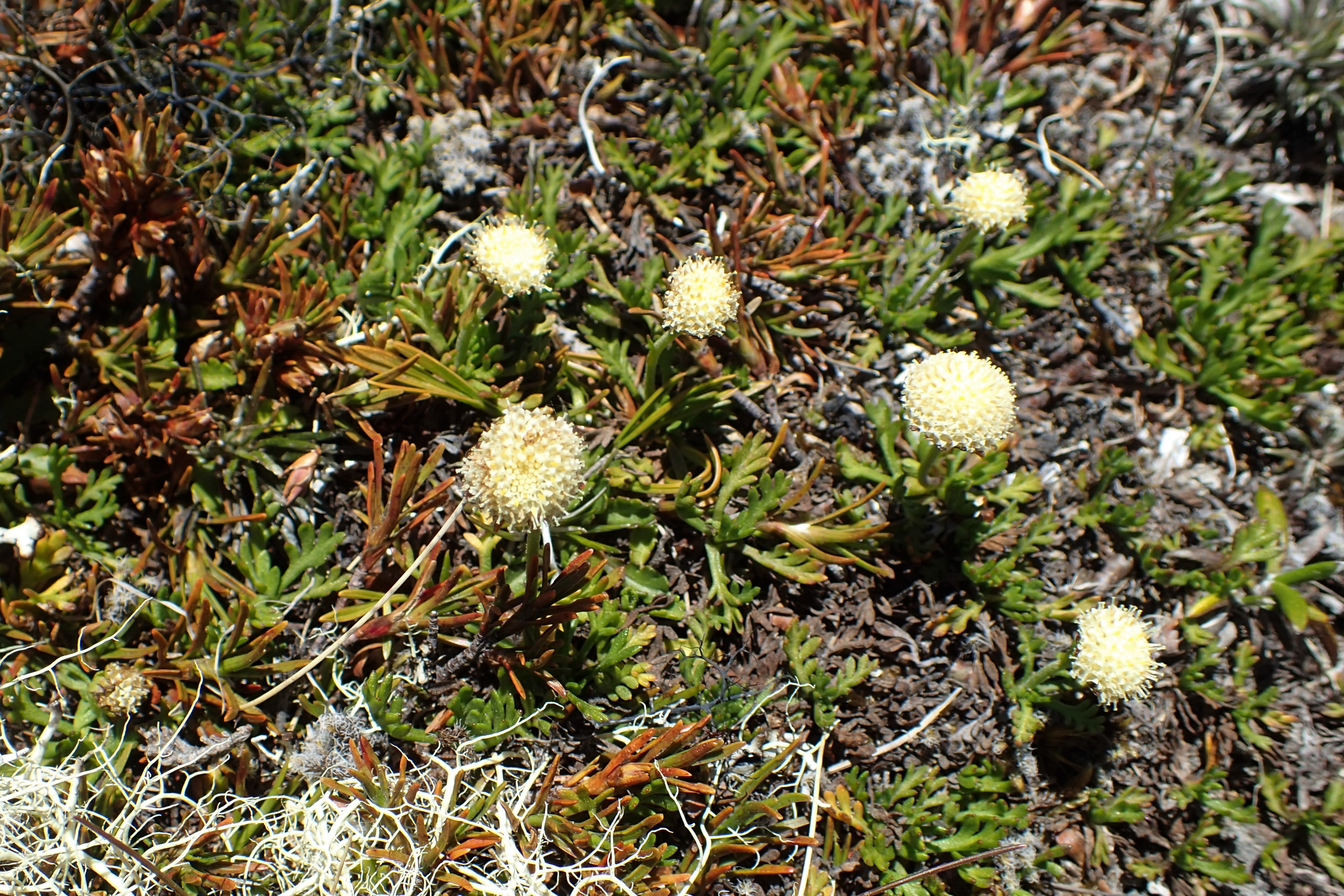
Infiorescenza
Leptinella pyrethrifolia

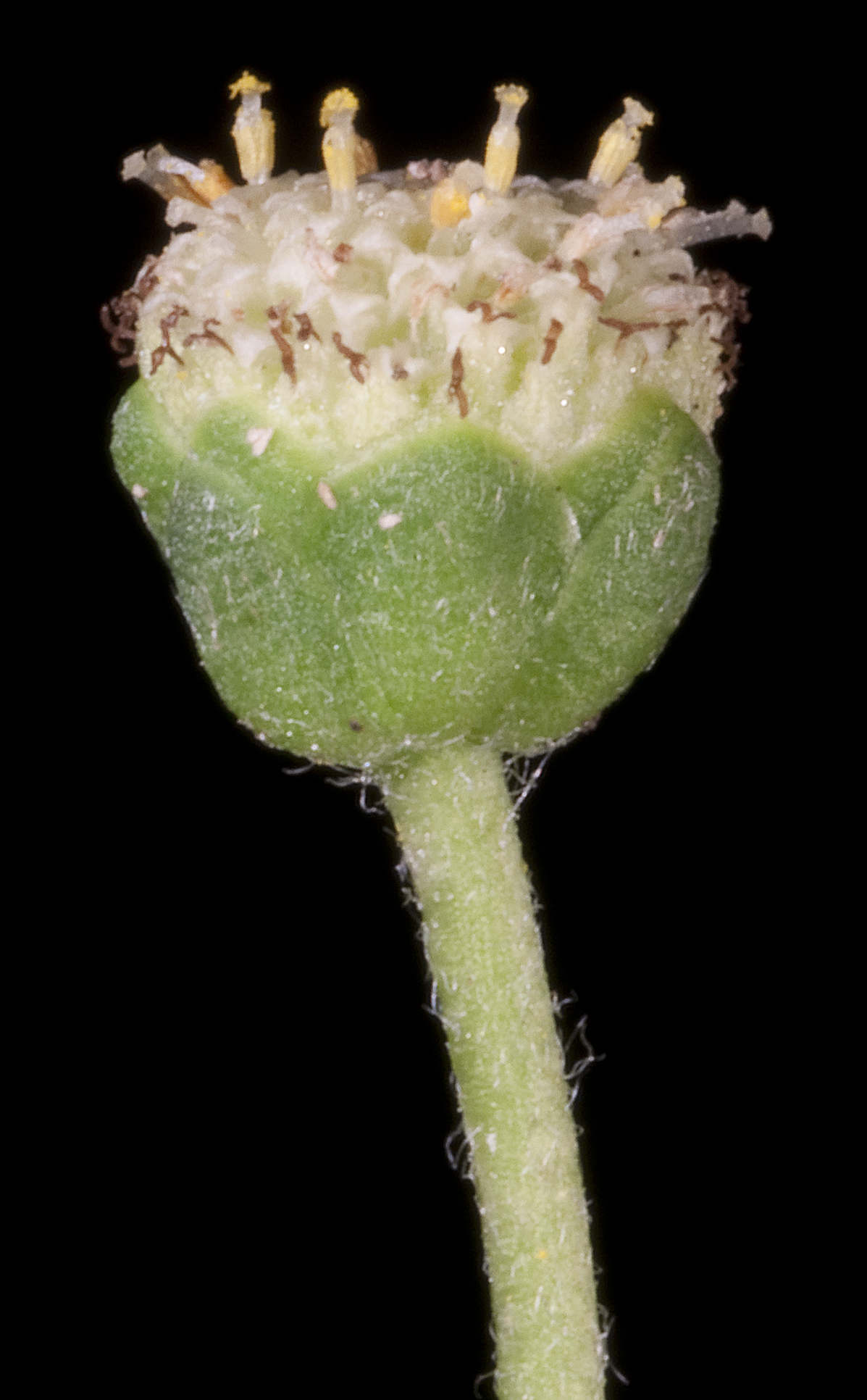
I fiori
Leptinella drummondii

Portamento. Le piante di questo genere sono soprattutto erbacee perenni, raramente annualiL'indumento è formato da peli basifissi.
Fusto. La parte aerea in genere è prostrata o raramente suberetta, semplice o ramosa. 
Foglie. Le foglie sono disposte in modo alterno o opposto con lamine a forma più o meno lanceolata di tipo pennatosetta (1 – 2 volte); i bordi possono essere seghettati oppure interi. 
Infiorescenza. Le sinflorescenze sono formate da capolini solitari. Le infiorescenze vere e proprie sono composte da un capolino ascellare peduncolato di tipo disciforme o discoide, normalmente con fiori eterogami (raramente omogami). I peduncoli sono nudi o sottesi da qualche brattea. I capolini sono formati da un involucro, con forme emisferiche, composto da diverse brattee, al cui interno un ricettacolo fa da base ai fiori di due tipi: fiori del raggio (qui mancanti) e fiori del disco. Le brattee, strette, a consistenza erbacea, con margini scariosi, sono disposte in modo più o meno embricato su 2 serie.  La forma del ricettacolo varia da piatta a conica; normalmente è privo di pagliette a protezione della base dei fiori.
Fiori.  I fiori sono tetra-ciclici (formati cioè da 4 verticilli: calice – corolla – androceo – gineceo) e pentameri (calice e corolla formati da 5 elementi). Si distinguono in:
- fiori del raggio (esterni): sono assenti;
- fiori del disco (centrali): sono con forme brevemente tubulose (attinomorfe); quelli più esterni sono femminili e fertili; quelli interni sono funzionalmente maschili.

- Formula fiorale:

*/x K {\displaystyle \infty }, [C (5), A (5)], G 2 (infero), achenio
- Calice: i sepali del calice sono ridotti ad una coroncina di squame.

- Corolla: (fiori del disco) hanno la forma tubulare bruscamente divaricata in 4 lobi; i lobi sono gonfiati (solo quelli esterni) e con uno spazio vuoto tra la superficie esterna ed uno strato interno che circonda lo stilo; il colore è giallo.

- Androceo: l'androceo è formato da 5 stami (alternati ai lobi della corolla) sorretti da filamenti generalmente liberi; gli stami sono connati e formano un manicotto circondante lo stilo. Le antere possono essere sia di tipo basifissa che mediofissa (ossia attaccate al filamento per la base – nel primo caso; oppure in un punto intermedio – nel secondo caso).[14] Questa caratteristica ha valore tassonomico in quanto distingue i generi gli uni dagli altri. Il tessuto endoteciale (rivestimento interno dell'antera) è quasi sempre non polarizzato. Il polline è sferico con un diametro medio di circa 25 micron;  è tricolporato (con tre aperture sia di tipo a fessura che tipo isodiametrica o poro) ed è echinato (con punte sporgenti). La parte apicale delle appendici delle antere ha delle forme ovato-ellittiche.

- Gineceo: l'ovario è infero uniloculare formato da 2 carpelli. Lo stilo (il recettore del polline) è filiforme e profondamente bifido (con due stigmi divergenti) e con le linee stigmatiche marginali separate o contigue. I due bracci dello stilo hanno una forma troncata e possono essere papillosi o ricoperti da ciuffi di peli. In alcune specie lo stilopodio alla fruttificazione si presenta ingrossato e persistente.

Frutti. I frutti sono degli acheni senza pappo; gli acheni sono di tipo obovoide-cilindrico dorso-ventralmente compressi (la sezione è ellittica) senza coste; la parte apicale è rotondeggiante; il pericarpo è glabro o peloso, talvolta con cellule miogeniche; sono presenti canali resinosi.

## Biologia
Impollinazione: l'impollinazione avviene tramite insetti (impollinazione entomogama tramite farfalle diurne e notturne).

Riproduzione: la fecondazione avviene fondamentalmente tramite l'impollinazione dei fiori (vedi sopra).

Dispersione: i semi (gli acheni) cadendo a terra sono successivamente dispersi soprattutto da insetti tipo formiche (disseminazione mirmecoria). In questo tipo di piante avviene anche un altro tipo di dispersione: zoocoria. Infatti gli uncini delle brattee dell'involucro (se presenti) si agganciano ai peli degli animali di passaggio disperdendo così anche su lunghe distanze i semi della pianta. Inoltre per merito del pappo (se presente) il vento può trasportare i semi anche a distanza di alcuni chilometri (disseminazione anemocora).

## Distribuzione e habitat
Le specie di questo genere sono distribuite in Sud America, Nuova Guinea e Australia.

## Sistematica
La famiglia di appartenenza di questa voce (Asteraceae o Compositae, nomen conservandum) probabilmente originaria del Sud America, è la più numerosa del mondo vegetale, comprende oltre 23.000 specie distribuite su 1.535 generi, oppure 22.750 specie e 1.530 generi secondo altre fonti (una delle checklist più aggiornata elenca fino a 1.679 generi). La famiglia attualmente (2021) è divisa in 16 sottofamiglie; la sottofamiglia Asteroideae è una di queste e rappresenta l'evoluzione più recente di tutta la famiglia.

### Filogenesi
Il gruppo di questa voce è descritto nella tribù Anthemideae, una delle 21 tribù della sottofamiglia Asteroideae). In base alle ultime ricerche nella tribù sono stati individuati (provvisoriamente) 4 principali lignaggi (o cladi): "Southern hemisphere grade", "Asian-southern African grade", "Eurasian grade" e "Mediterranean clade". Il genere  Leptinella  (insieme alla sottotribù Cotulinae) è incluso nel clade Southern hemisphere grade. Da un punto di vista filogenetico il genere  Leptinella  occupa una posizione vicina ai generi Cotula e Soliva (con questi due forma un "gruppo fratello).. 
I caratteri distintivi del genere sono:
- i fiori del disco esterni hanno le corolle gonfiate;
- i fiori del disco esterni sono femminili e sterili;
- nei fiori del disco esterni le corolle e gli stili non sono persistenti ai frutti.

Il numero cromosomico delle specie di questo genere è: 2n = 26 (specie poliploidi).

### Elenco delle specie
Questo genere ha 34 specie:
A - C - D
- ‘’Leptinella albida‘’ (D.G.Lloyd) D.G.Lloyd & C.J.Webb
- ‘’Leptinella altilitoralis‘’ (P.Royen & D.G.Lloyd) D.G.Lloyd & C.J.Webb
- ‘’Leptinella atrata‘’ (Hook.f.) D.G.Lloyd & C.J.Webb
- ‘’Leptinella calcarea‘’ (D.G.Lloyd) D.G.Lloyd & C.J.Webb
- ‘’Leptinella conjuncta‘’ Heenan
- ‘’Leptinella dendyi‘’ (Cockayne) D.G.Lloyd & C.J.Webb
- ‘’Leptinella dioica‘’ Hook.f.
- ‘’Leptinella dispersa‘’ (D.G.Lloyd) D.G.Lloyd & C.J.Webb
- ‘’Leptinella drummondii‘’ (Benth.) D.G.Lloyd & C.J.Webb

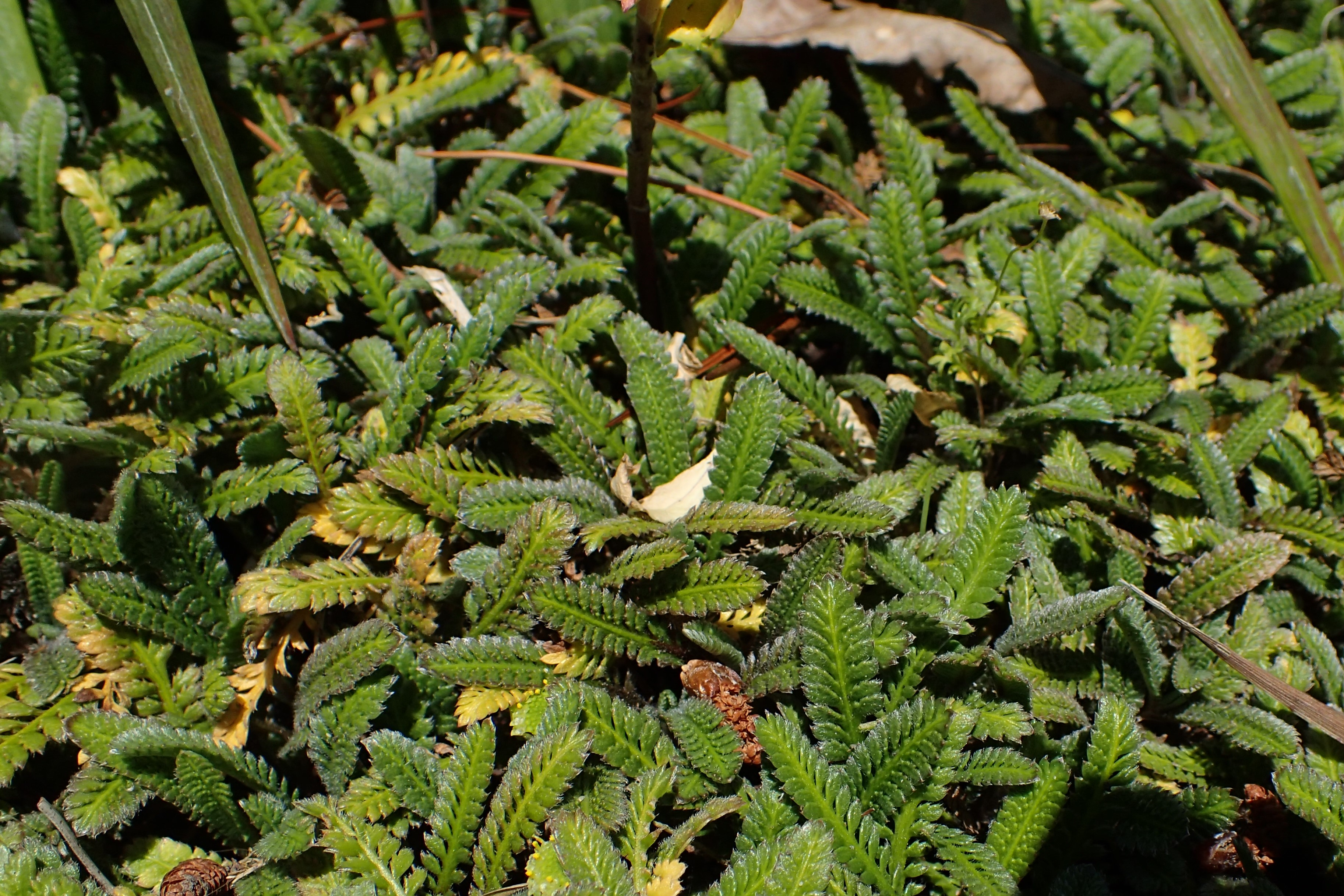
Leptinella calcarea
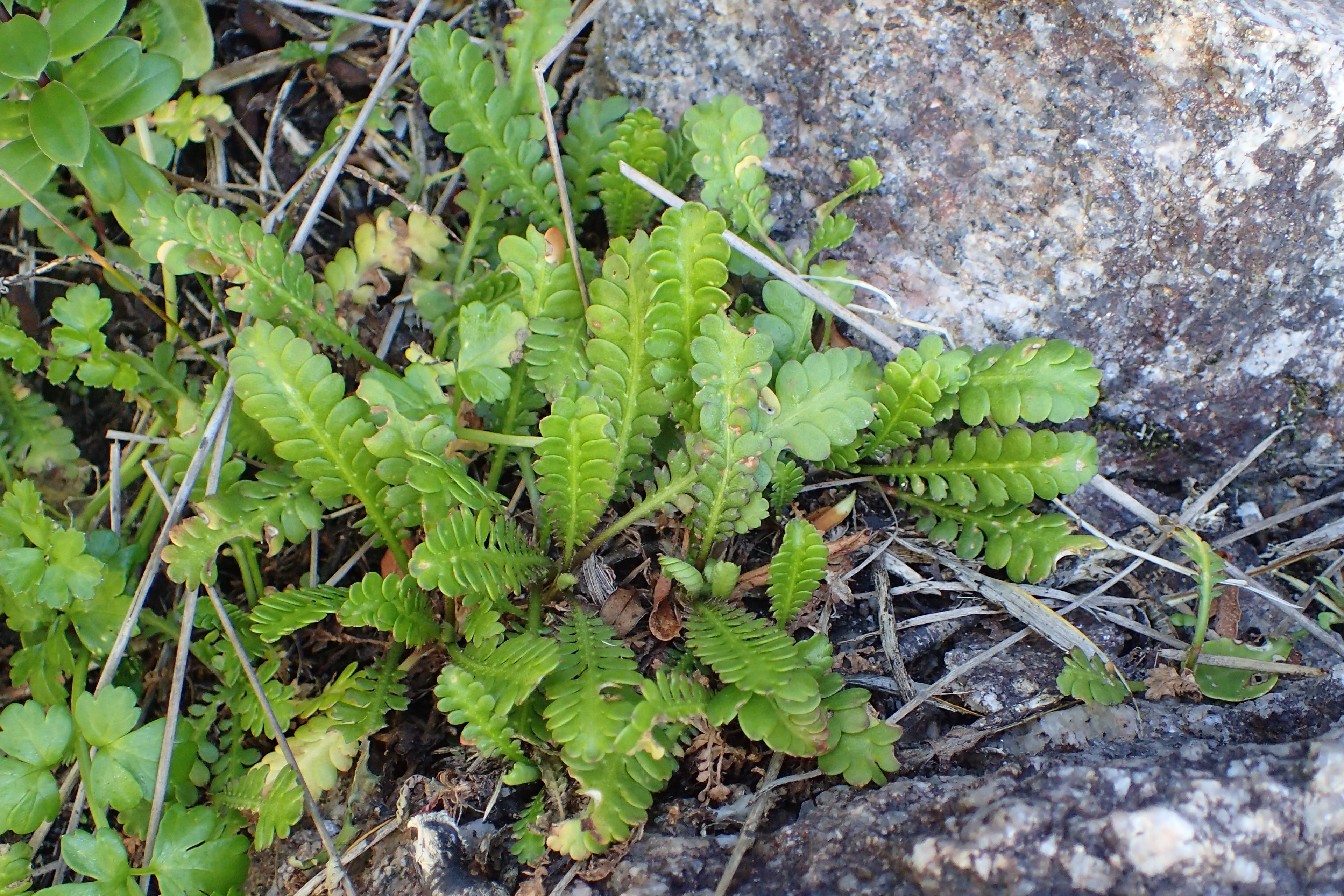
Leptinella dioica
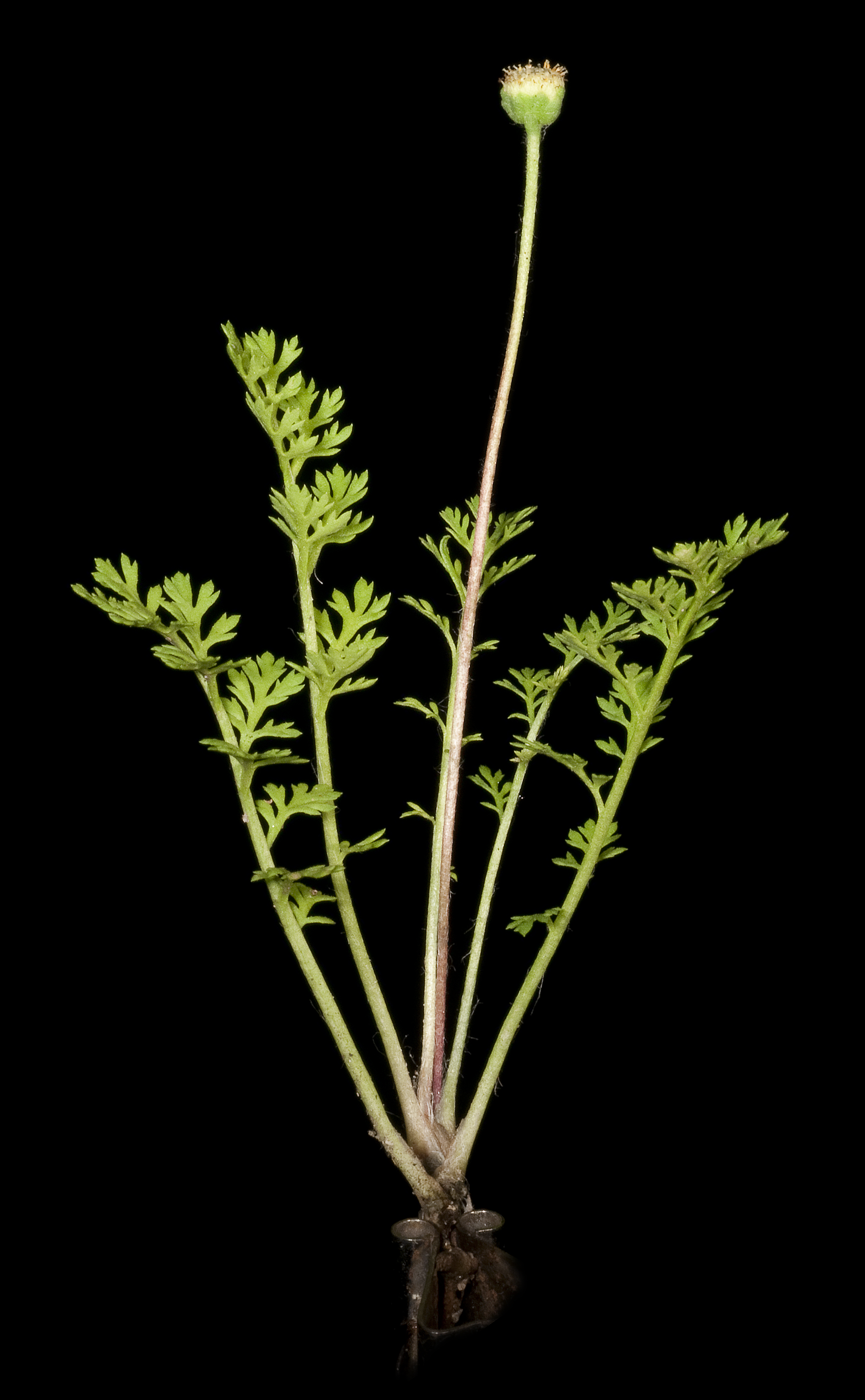
Leptinella drummondii

F...M
- ‘’Leptinella featherstonii‘’ F.Muell.
- ‘’Leptinella filicula‘’ (Hook.f.) Hook.f.
- ‘’Leptinella filiformis‘’ (Hook.f.) D.G.Lloyd & C.J.Webb
- ‘’Leptinella goyenii‘’ (Petrie) D.G.Lloyd & C.J.Webb
- ‘’Leptinella intermedia‘’ (D.G.Lloyd) D.G.Lloyd & C.J.Webb
- ‘’Leptinella lanata‘’ Hook.f.
- ‘’Leptinella leptoloba‘’ (Mattf.) D.G.Lloyd & C.J.Webb
- ‘’Leptinella longipes‘’ Hook.f.
- ‘’Leptinella maniototo‘’ (Petrie) D.G.Lloyd & C.J.Webb
- ‘’Leptinella minor‘’ Hook.f.

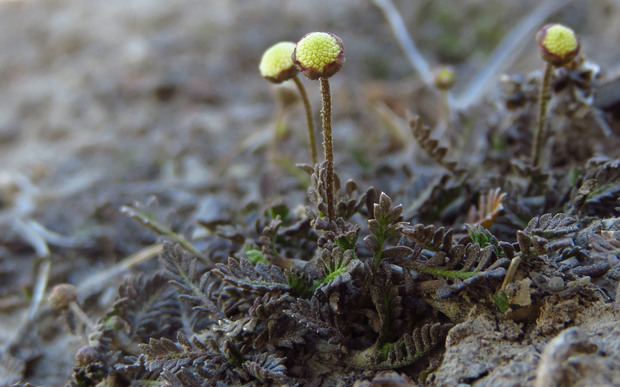
Leptinella filiformis
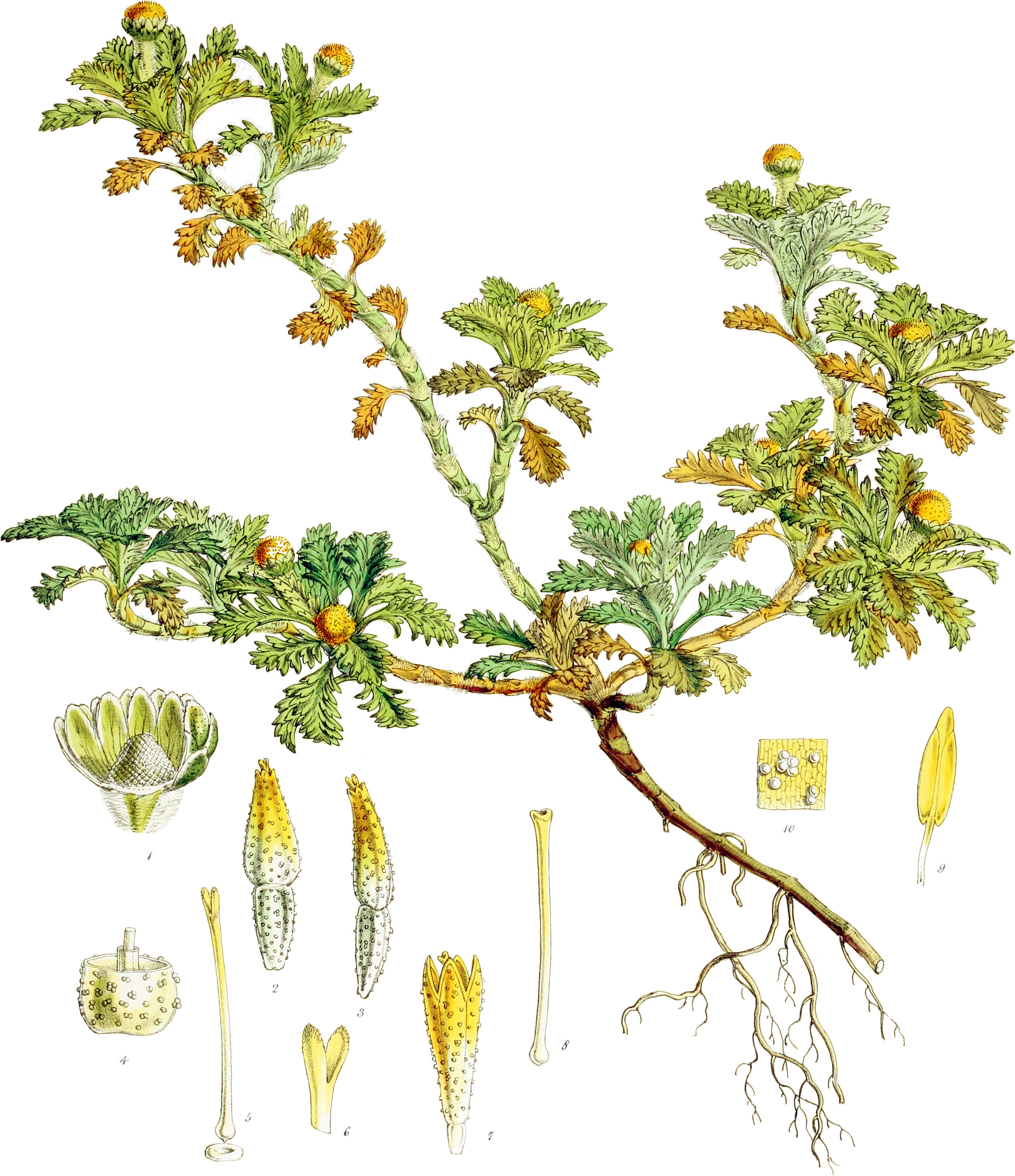
Leptinella lanata

N - P - R
- ‘’Leptinella nana‘’ (D.G.Lloyd) D.G.Lloyd & C.J.Webb
- ‘’Leptinella pectinata‘’ (Hook.f.) D.G.Lloyd & C.J.Webb
- ‘’Leptinella plumosa‘’ Hook.f.
- ‘’Leptinella potentillina‘’ F.Muell.
- ‘’Leptinella pusilla‘’ Hook.f.
- ‘’Leptinella pyrethrifolia‘’ (Hook.f.) D.G.Lloyd & C.J.Webb
- ‘’Leptinella reptans‘’ (Benth.) D.G.Lloyd & C.J.Webb
- ‘’Leptinella rotundata‘’ (Cheeseman) D.G.Lloyd & C.J.Webb

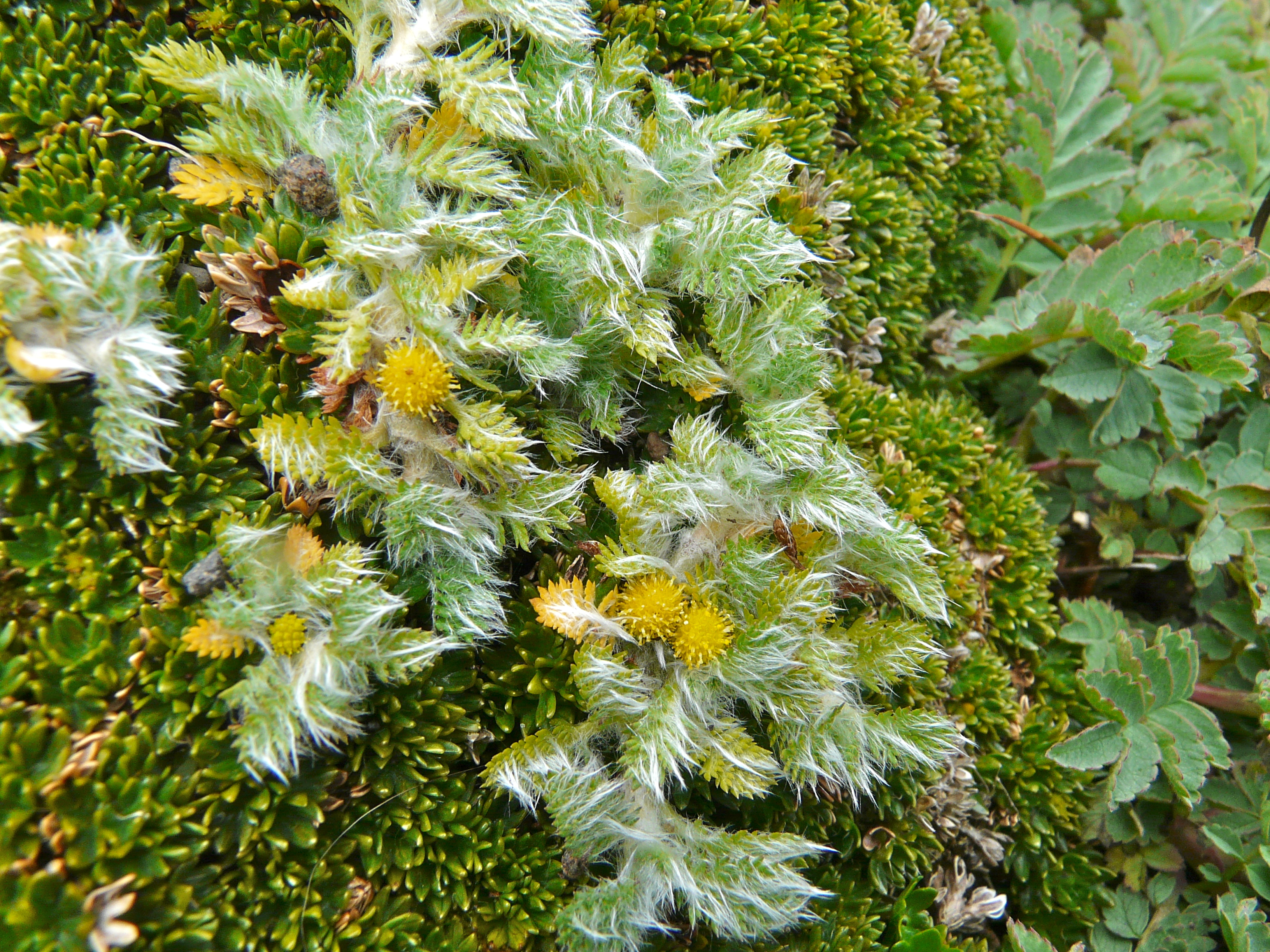
Leptinella plumosa
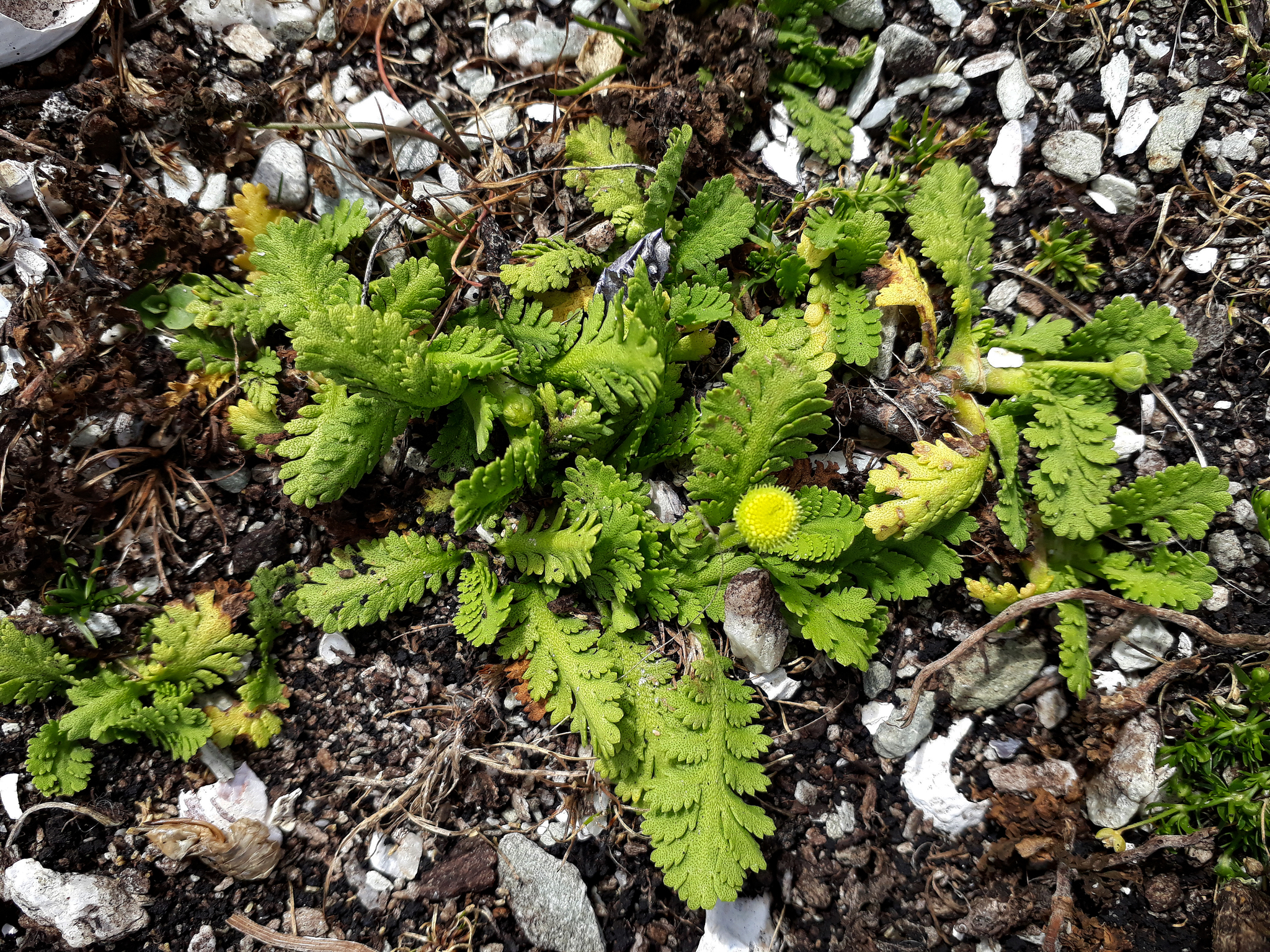
Leptinella potentillina
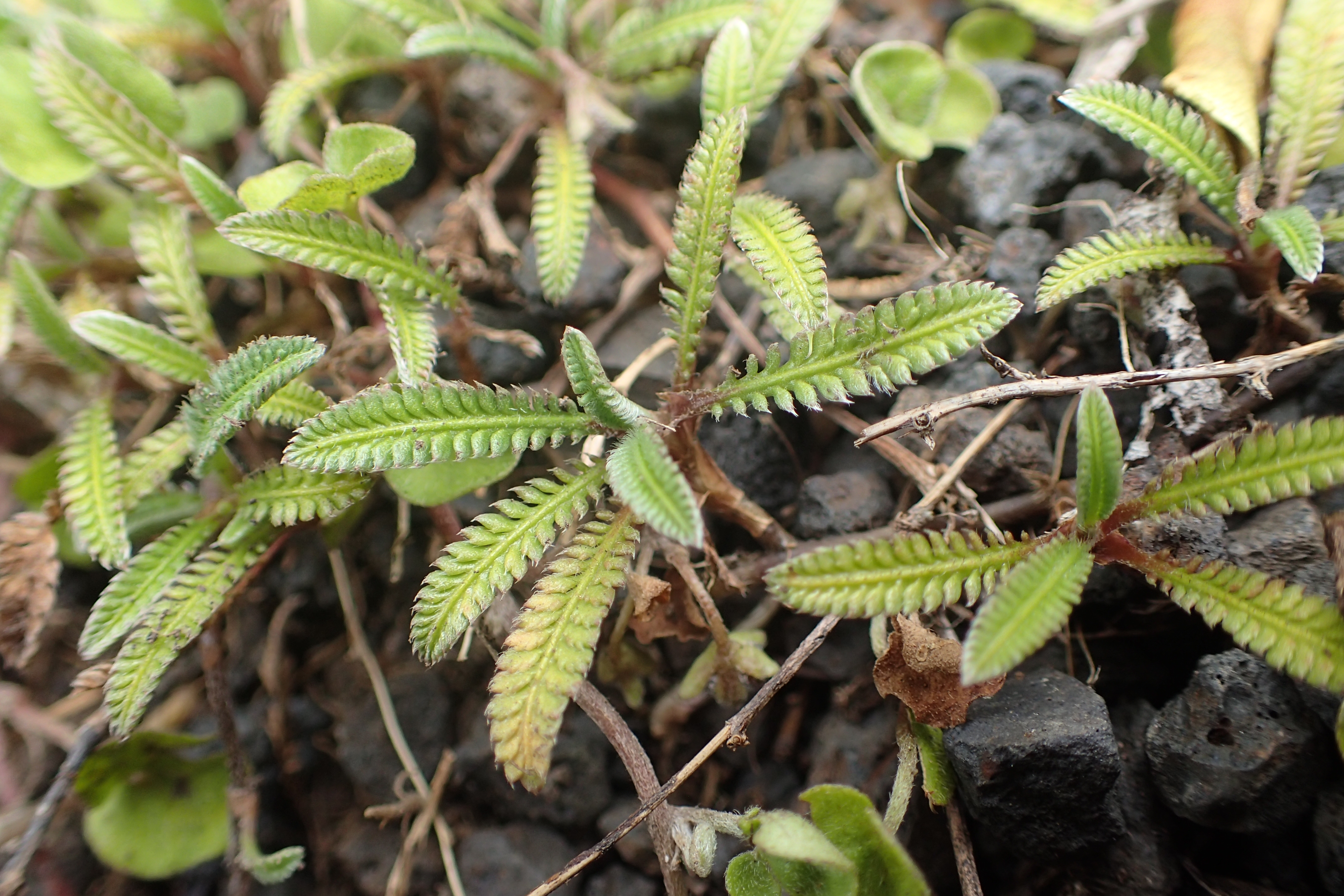
Leptinella pusilla
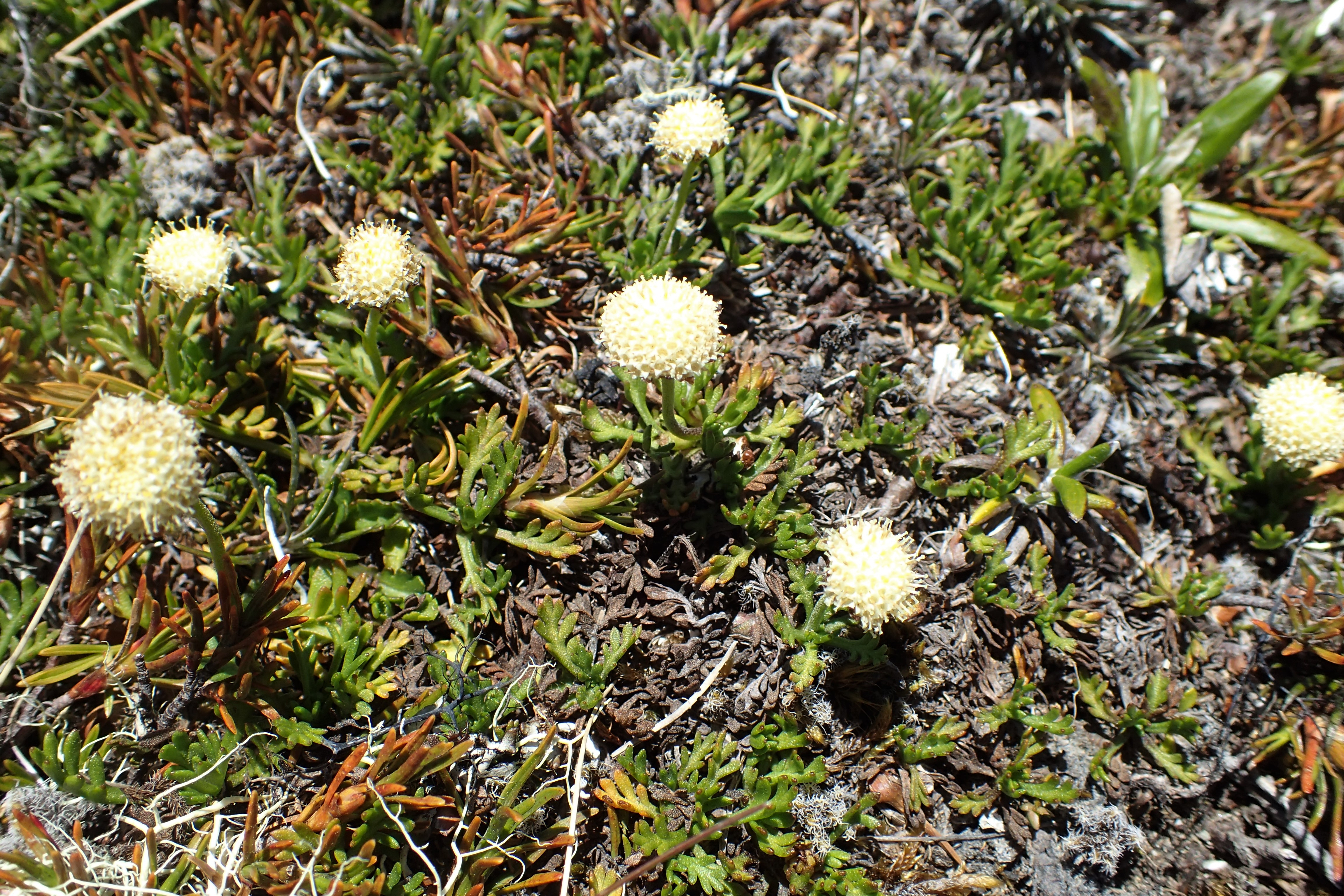
Leptinella pyrethrifolia
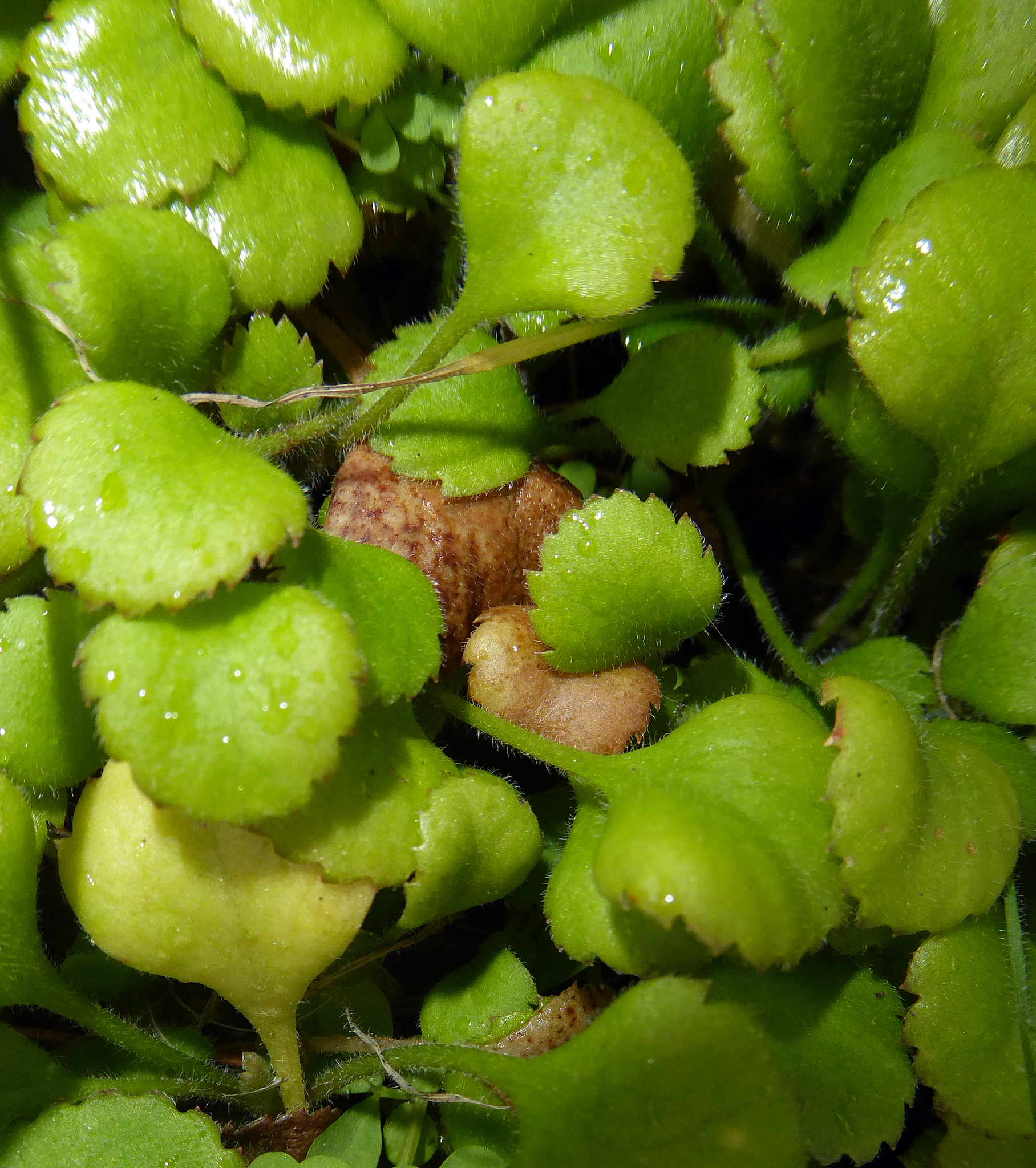
Leptinella rotundata

S - T - W
- ‘’Leptinella sarawaketensis‘’ (P.Royen & D.G.Lloyd) D.G.Lloyd & C.J.Webb
- ‘’Leptinella scariosa‘’ Cass.
- ‘’Leptinella serrulata‘’ (D.G.Lloyd) D.G.Lloyd & C.J.Webb
- ‘’Leptinella squalida‘’ Hook.f.
- ‘’Leptinella tenella‘’ (A.Cunn.) D.G.Lloyd & C.J.Webb
- ‘’Leptinella traillii‘’ (Kirk) D.G.Lloyd & C.J.Webb
- ‘’Leptinella wilhelminensis‘’ (P.Royen) D.G.Lloyd & C.J.Webb

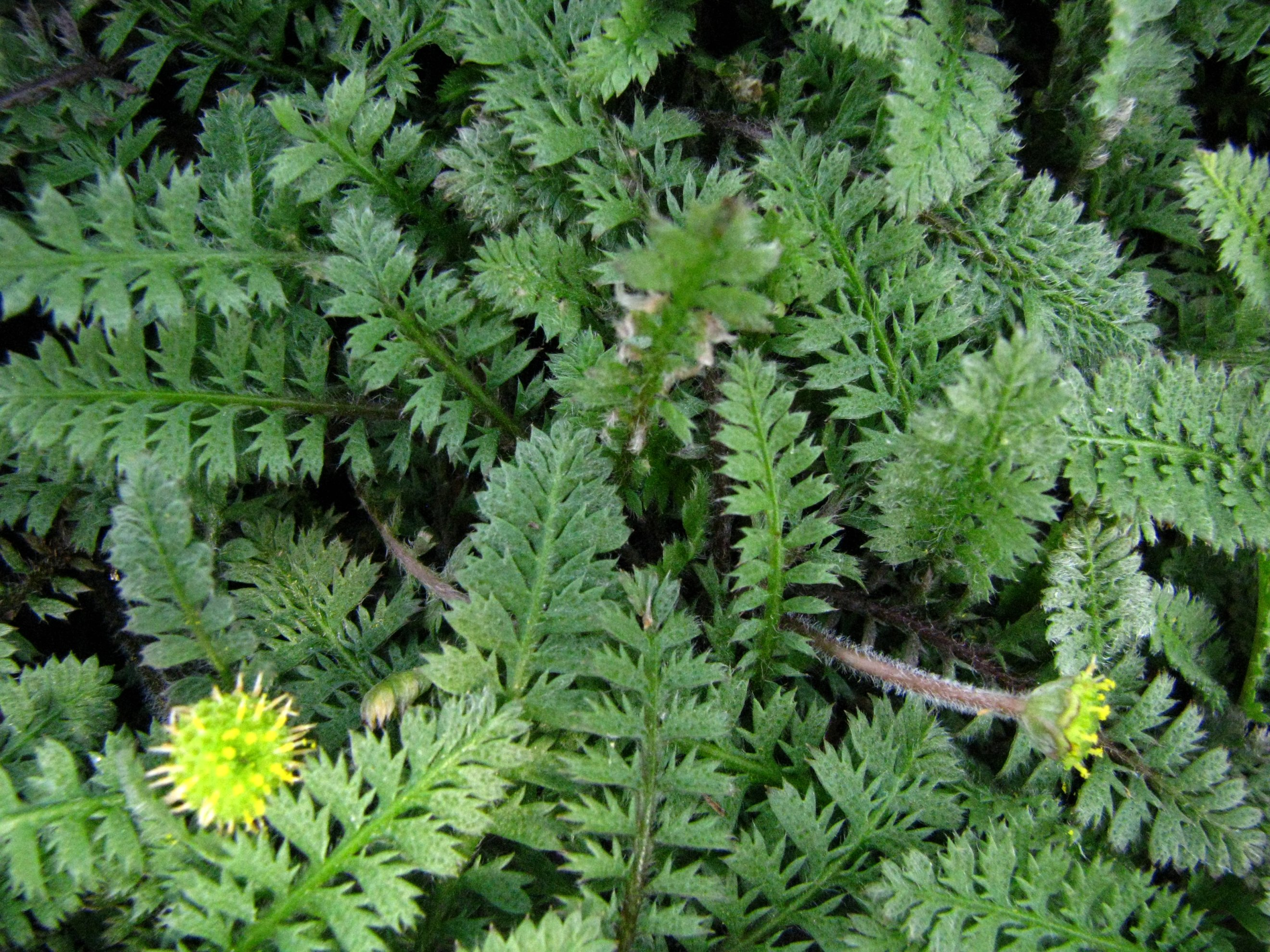
Leptinella squalida
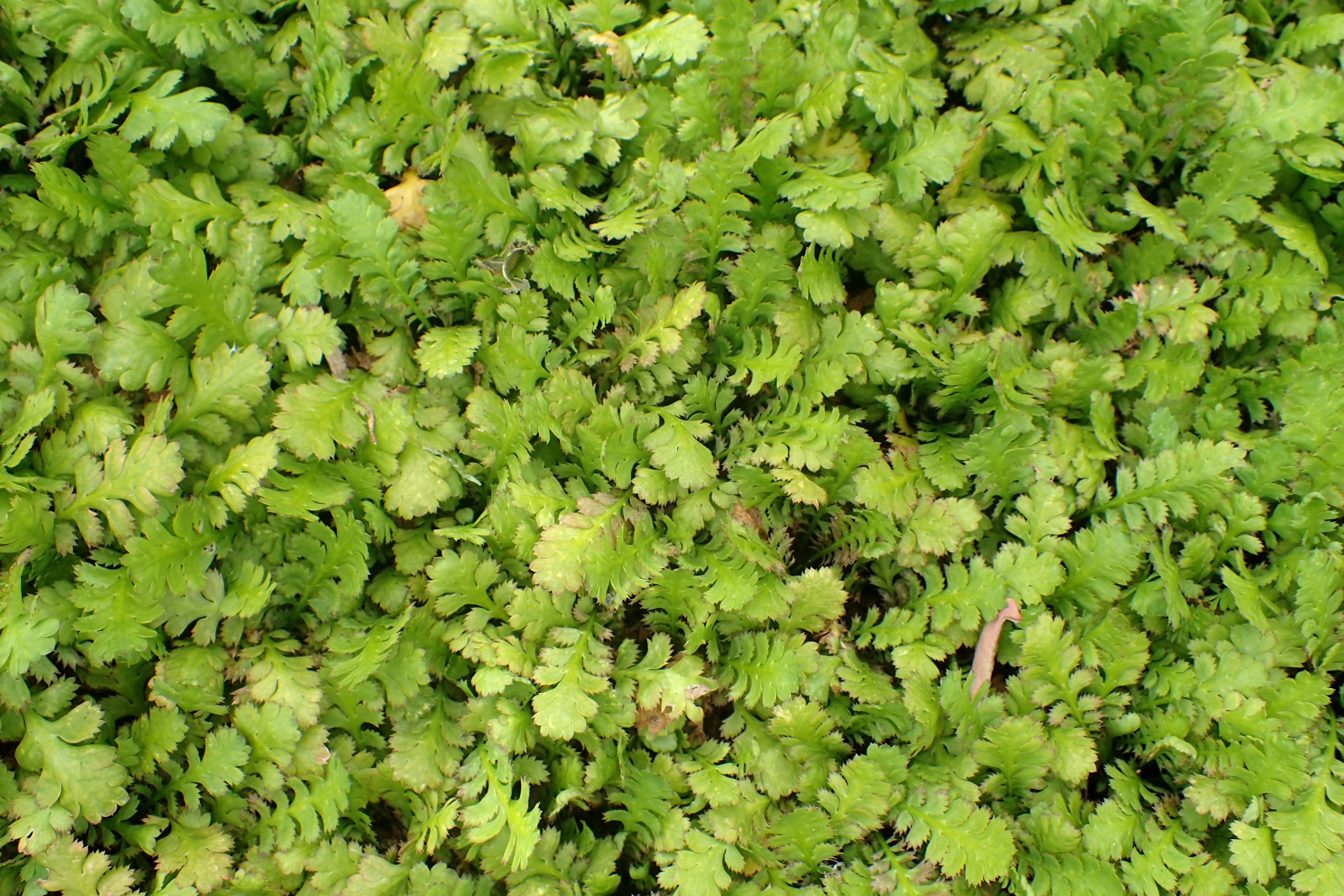
Leptinella traillii

### Sinonimi
Sono elencati alcuni sinonimi per questa entità:
- Symphyomera Hook.f.